# Lotta Vuorela
Lotta Vuorela (* 1975 in Helsinki) ist eine ehemalige finnische Squashspielerin.

## Karriere
Lotta Vuorela spielte nur vereinzelt auf der WSA World Tour. Mit der finnischen Nationalmannschaft nahm sie zwischen 1997 und 2008 achtmal bei Europameisterschaften teil. Insgesamt bestritt sie 34 Spiele für Finnland, von denen sie 18 gewann. Im Einzel stand sie lediglich 2005 im Hauptfeld der Europameisterschaft und schied dort in der ersten Runde gegen Ellen Petersen aus. 1998 wurde sie finnische Meisterin. 

## Erfolge
- Finnischer Meister: 5 Titel (2001, 2003–2006)